# Olhão
Olhão, oficialmente Olhão da Restauração, es una ciudad portuguesa de 31 100 habitantes en su núcleo principal, en el distrito de Faro, en el Algarve. El municipio tiene una extensión de 126,82 km² y 44 643 habitantes (2021), subdividido en cuatro freguesias. El municipio incluye una parte continental y la isla de Armona, en la ría de Formosa. 
Limita al norte y al este con el municipio de Tavira, al oeste con Faro, al noroeste con São Brás de Alportel y al sureste con el océano Atlántico. El concejo de Olhão data de 1808.

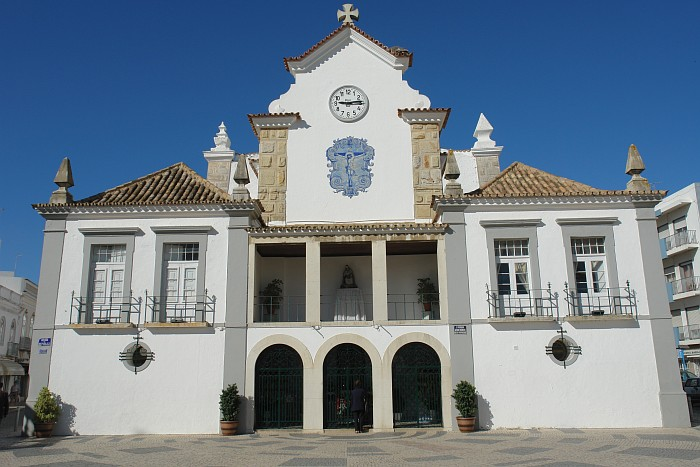
Iglesia parroquial.

## Demografía
| Gráfica de evolución demográfica de Olhão entre 1864 y 2021 |
|                                                             |
| Datos según el nomenclátor publicado por el INE portugués.  |

## Freguesias
Las freguesias de Olhão son las siguientes:
- Moncarapacho e Fuseta
- Olhão
- Pechão
- Quelfes